# Stanisłau Szafarenka
Stanisłau Wadzimawicz Szafarenka (błr. Станіслаў Вадзімавіч Шафарэнка; ur. 1 sierpnia 1996) – białoruski zapaśnik walczący w stylu klasycznym. Zajął dwunaste miejsce na mistrzostwach świata w 2023.  
Piąty na mistrzostwach Europy w 2020 i siódmy w 2024. Trzeci na ME U-23 w 2019 roku.